# Chim Biển (bãi ngầm)
Bãi ngầm Chim Biển (tiếng Anh: Owen Shoal; tiếng Trung: 奥援暗沙; bính âm: Àoyuán ànshā, Hán-Việt: Áo Viện ám sa) là một bãi ngầm thuộc cụm Trường Sa của quần đảo Trường Sa. Trên bản đồ, bãi này được thể hiện tại một vị trí ở phía đông bắc của đá Ba Kè (thuộc bãi ngầm Vũng Mây) và phía nam của đảo Trường Sa. Phần lớn diện tích bãi này nằm ở bên trái kinh tuyến 112° Đông.
Bãi ngầm Chim Biển là đối tượng tranh chấp giữa Việt Nam, Đài Loan và Trung Quốc và Brunei. Hiện chưa rõ nước nào thực sự kiểm soát bãi ngầm này.
Theo ghi chép thì tháng 5 năm 1835, tàu David Scott do thuyền trưởng Owen chỉ huy đã phát hiện ra bãi san hô này. Họ tiến hành đo độ sâu vài lần, cho kết quả độ sâu khoảng từ 8,2 đến 11 m và có một lần là gần 6,9 m.